# Philippe IV de Hanau-Lichtenberg
Pour les articles homonymes, voir Hanau (homonymie).
Philippe IV de Hanau-Lichtenberg (né le 20 septembre 1514 à Babenhausen dans le comté de Hanau-Lichtenberg et mort le 19 février 1590  à Lichtenberg) est un noble allemand du XVIe siècle, comte de Hanau-Lichtenberg de 1538 à 1590. Son action est marquée par la mise en place du luthéranisme sur ses territoires à partir de 1544.

## Biographie

### Famille
Fils de Philippe III, Philippe IV épouse le 22 août 1538 à Heiligenberg Éléonore de Fürstenberg (* 11 octobre 1523; † 23 juin 1544). De cette union sont issus :
1. Amalie (* 23 février 1540[2], à Bouxwiller, † 1er mai 1540) ;
2. Philippe V (* 21 février 1541, Bouxwiller; † 2 juin 1599) ;
3. Anne Sibylle (de) (* 16 mai 1542; † 24 mars 1612) ;
4. Johanna (de) (* 23 mai 1543, Bouxwiller; † 5 décembre 1599 à Babenhausen, où elle fut inhumée) ;
5. Eléonore (bg) (* 26 avril 1544, Bouxwiller; † 6 janvier 1585, enterrée à Ingelfingen[3]), épouse de Albrecht de Hohenlohe-Weikersheim-Langenburg (*28 mai 1543; † 16 novembre 1575), sans descendance.

Bien que Philippe IV introduise la nouvelle confession luthérienne sur ses territoires, il fait en sorte que son fils et successeur épouse la fille du dernier comte Jacques de Deux Ponts-Bitche, bien que cette famille soit restée catholique. L'héritage étant plus important que la confession religieuse.

### Règne
Philippe IV est le membre de la famille de Hanau qui vécut le plus longtemps. Il accède au titre comtal à la mort de son père en 1538 et règne 52 ans sur le comté de Hanau-Lichtenberg. Il fut le premier comte de Hanau-Lichtenberg qui fit de ses possessions alsaciennes le point central de ses séjours et de sa politique au détriment du bailliage de Babenhausen, berceau hessois de la famille comtale. Cependant il fit construire l'aile sud du château de Babenhausen. En Lorraine, il acheta le château médiéval de Falkenstein puis, non loin, fit construire le château de Philippsbourg. En raison de son grand âge, il confia en 1585 le gouvernement du comté à son fils Philippe V de Hanau-Lichtenberg.
En 1480, année de la mort du comte Jacques de Lichtenberg, la seigneurie de Lichtenberg fut partagée entre ses deux nièces, les filles de son frère Louis. Avec le mariage de Philippe V avec Louise-Marguerite de Deux-Ponts-Bitche, héritière du dernier comte de Deux Ponts-Bitche, la partie de la seigneurie de Lichtenberg qui fut attribuée au comte de Deux Ponts-Bitche en 1480 revient en 1570 à la famille de Hanau.

### Décès
Philippe IV meurt le 19 février 1590 à Lichtenberg. Sa dépouille fut déposée dans la crypte de la Chapelle castrale de Lichtenberg du château de Lichtenberg, qu'il fit aménager selon ses directives. En 1680, lors de la modernisation de l'édifice militaire, le corps fut transféré en la chapelle Saint-Georges de Bouxwiller.